# SysCP
SysCP („System Control Panel“) war ein Computerprogramm zur Serververwaltung in PHP und MySQL, welches es einem Internetdienstanbieter ermöglicht, seinen Kunden eine Webschnittstelle zur Verwaltung von E-Mail-Adressen und Domains zur Verfügung zu stellen.
Im Herbst 2003 hat Florian Lippert das Projekt begonnen. Seit dem 15. Juni 2004 wird SysCP unter der GNU GPL weiterentwickelt. Die Software bringt Konfigurationsvorlagen für Debian, Ubuntu, SuSE-Linux und Gentoo Linux mit, ist aber auch unter anderen Systemen wie FreeBSD lauffähig. Unterstützte Dienste sind unter anderem der Apache HTTP Server, lighttpd, MySQL, PHP, Postfix und Courier bzw. Dovecot für Mail-Dienste, BIND 9 als Nameserver. Weitere Dienste oder Erweiterungen lassen sich ohne Probleme in die Konfiguration der von SysCP betriebenen Dienste integrieren, zum Beispiel ClamAV, SpamAssassin uvm.
SysCP ist eine Alternative zu kostenpflichtigen und proprietären Systemen, wie zum Beispiel Confixx oder Plesk, sowie anderen Open-Source-Lösungen wie ispCP oder ISPConfig.
Im Mai 2010 wurde das Projekt aufgegeben und die Projektwebseiten sind nicht mehr verfügbar.
Im Frühjahr 2009 verließen einige Entwickler das SysCP-Team, die gemeinsam einen Fork unter dem Namen Froxlor initiierten. Froxlor kann als Drop-In Replacement für SysCP eingesetzt werden, schließt bekannte Sicherheitslücken und fügt neue Funktionen hinzu.